# 방동저수지 (대전)
방동저수지는 대전광역시 유성구 방동에 위치한 대한민국의 저수지이다. 갑천 지류인 금곡천의 하구이다. 1967년에 착공하여, 1971년 1월 1일 준공하였다. 2015년에 자살 예방 입간판을 설치하였다. 시설 관리자는 유성구청장과 한국농어촌공사가 담당하고 있다.

## 기본 정보
- 체제길이 : 187m
- 총 저수량 : 2,846.3 천톤
- 사수량 : 25.8 천톤
- 유역면적 : 1,375ha
- 만수면적 : 50.4ha
- 제체체적 : 5.237m³
- 제체높이 : 20m
- 유효저수량 : 2.820.5 천톤
- 홍수면적 : 52.58ha
- 수해면적 : 226.2ha

## 같이 보기
- 방동대교 - 국도 제4호선 (계백로)